# Върбско
Върбско или Връбско (на македонска литературна норма: Врпско) е село в южната част на Северна Македония, община Прилеп.

## География
Селото е разположено в планината Нидже, в областта Прилепско Мариово, на 51 km южно от общинския център Прилеп, от дясната страна на Църна. Селото е на надморска височина от 800 метра. Землището му е малко – 16 km2, от които пасищата са 736,1 ха, горите 658,1 ха, а обработваемите земи 165,6 ха.

## История

### В Османската империя
| Османски статистики        | Ханета | Неженени | Вдовици | Годишен приход |
| -------------------------- | ------ | -------- | ------- | -------------- |
| Дефтер № 4 от 1476/77 г.   | 10     | 1        | 3       | 823            |
| Дефтер № 16 от 1481/82 г.  | 17     |          |         | 691            |
| Дефтер № 73 от 1519 г.     | 43     | 4        |         | 1843           |
| Дефтер № 149 от 1528/29 г. | 36     | 9        | 2       | 2555           |
| Дефтер № 232 от 1544/45 г. | 18     | 3        |         | 1555           |

В XIX век Върбско е село в Прилепска кааза, Мориховска нахия на Османската империя. В „Етнография на вилаетите Адрианопол, Монастир и Салоника“, издадена в Константинопол в 1878 година и отразяваща статистиката на населението от 1873 година, Връбско (Vrabsko) е посочено като село с 30 домакинства и 118 жители българи.
Според статистиката на Васил Кънчов („Македония. Етнография и статистика“) от 1900 година Върбско има 230 жители, от които 350 българи християни и 10 цигани.
На Етнографската карта на Битолския вилает на Картографския институт в София от 1901 година Върбско е чисто българско село в Прилепската каза на Битолския санджак с 41 къщи.
В началото на XX век българското население на селото е под върховенството на Българската екзархия. По данни на секретаря на екзархията Димитър Мишев („La Macédoine et sa Population Chrétienne“) през 1905 година във Връбско има 224 българи екзархисти и работи българско училище.
По време на Балканската война в 1912 година един човек от Върбско се включва като доброволец в Македоно-одринското опълчение.
Според Георги Трайчев Връбско има 33 къщи с 360 жители българи.

### Преброявания в Югославия и Северна Македония[1]
| Националност     | 1948 | 1953 | 1961 | 1971 | 1981 | 1991 | 1994 | 2002 |
| ---------------- | ---- | ---- | ---- | ---- | ---- | ---- | ---- | ---- |
| Общо             | 124  | 135  | 137  | 46   | 5    | 1    | 2    | 0    |
| северномакедонци |      | 133  | 131  | 44   | 5    | 1    | 2    | 0    |
| албанци          |      | 0    | 0    | 0    | 0    | 0    | 0    | 0    |
| турци            |      | 0    | 0    | 0    | 0    | 0    | 0    | 0    |
| роми             |      | 0    | 0    | 0    | 0    | 0    | 0    | 0    |
| власи            |      | 0    | 0    | 0    | 0    | 0    | 0    | 0    |
| сърби            |      | 2    | 6    | 2    | 0    | 0    | 0    | 0    |
| бошняци          |      | 0    | 0    | 0    | 0    | 0    | 0    | 0    |
| други            |      | 0    | 0    | 0    | 0    | 0    | 0    | 0    |

## Личности
Родени във Върбско
- Иван Златев, македоно-одрински опълченец, 43-годишен, 3 рота на 4 битолска дружина, кръст „За храброст“ IV степен [8]